# 13942 Shiratakihime
13942 Shiratakihime eller 1989 VS2 är en asteroid i huvudbältet som upptäcktes den 2 november 1989 av de båda japanska astronomerna Kazuro Watanabe och Kin Endate vid Kitami-observatoriet. Den är uppkallad efter Shirataki.
Asteroiden har en diameter på ungefär 7 kilometer och den tillhör asteroidgruppen Eunomia.